# Marie-Louise Weber
Pour les articles homonymes, voir Weber.
Marie-Louise Weber (1er septembre 1892, Guebwiller (Haut-Rhin) - 9 mars 1976, Mulhouse (Haut-Rhin)) est une femme politique française du MRP, député du Haut-Rhin de 1946 à 1951.

## Biographie
Fille d'un vétérinaire, et petite-fille d'un élu local, maire d'Illzach, Marie-Louise Weber travaille comme secrétaire dans une société commerciale, filiale des Mines de potasses d'Alsace, à Mulhouse. Elle s'engage alors dans le syndicalisme, devenant secrétaire du syndicat CFTC de son entreprise. Elle défend aussi les causes féministes, et sera après 1945, présidente de l'Union européenne féminine.
Dans la suite de son engagement syndical, elle rejoint à la Libération le Mouvement Républicain Populaire, qui la présente en deuxième position sur sa liste du Haut-Rhin pour l'élection de la seconde assemblée constituante, en juin 1946.
Elue députée, elle exerce les fonctions de secrétaire de l'assemblée constituante. Réélue en novembre 1946, elle est une parlementaire active, déposant de nombreux textes, notamment des rapports et projets de résolution sur des thèmes divers dans le cadre de la commission des pensions et de la famille, dont plusieurs concerne la situation spécifique des alsaciens-lorrains.
En 1951, elle fait les frais du recul du MRP, qui perd un de ses quatre sièges dans le Haut-Rhin, et n'est pas réélue. Elle reprend alors son emploi, jusqu'à sa retraite en 1953.
Elle se consacre à son mandat de conseillère municipale de Mulhouse, auquel elle a été élue en 1949. Devenue adjointe au maire en 1953, déléguée à la santé scolaire, elle œuvre aussi au rapprochement avec la Grande-Bretagne, fondant l'English-Club et portant le projet de jumelage de Mulhouse avec Walsall. Cet engagement lui vaut d'être décorée de l'ordre de l'Empire britannique en 1966, un an après son départ du conseil municipal, pour raisons de santé.